# Claudio Rico
Claudio Rico (Ituzaingó, Buenos Aires; 6 de julio de 1965) es un actor e imitador conocido por su trabajo en VideoMatch, Showmatch y Polémica en el Bar.
A lo largo de su carrera, Rico ha recibido críticas por algunas de sus imitaciones y declaraciones, pero también ha sido reconocido por su talento en el humor político y su capacidad para captar las voces y personalidades de diversas figuras públicas.   

## Trayectoria profesional
Su vocación por la imitación comenzó desde muy chico imitando a Bernardo Neustadt, Raúl Alfonsín, Quico, entre otros. En los medios de comunicación de la capital federal dio sus primeros pasos en el humor, tanto en radio como en televisión.  Sus imitaciones han sido halagadas y bien recibidas por los imitados y el público en general, sin embargo también ha recibido críticas por alusiones controversiales de algunas figuras públicas.
En 1999 inició su carrera como humorista en Desayuno con Victor Hugo Morales
En televisión intervino en los programas VideoMatch y Showmatch conducido por Marcelo Tinelli en el que caracterizó a Luis D'Elía,  Periodismo para Todos con Jorge Lanata   y Polémica en el Bar donde caracterizó a Javier Milei.   También estuvo de invitado en programas de actualidad como Intratables 
En radio trabajó en los programas El Exprimidor con Ari Paluch,  ¿Qué te parece? con Fernando Bravo,  y Dulce Condena con Marcelo Tinelli por Radio Del Plata. Alguien Tiene Que Decirlo con Eduardo Feinmann por Radio El Mundo, Ciudad Goti-K con Jorge Rial,Majul 910 con Luis Majul, Feinmann 910 con Eduardo Feinmann, Doman 910 y Vilouta 910 con Paulo Vilouta por Radio La Red. También fue parte de Elijo Creer por Radio Continental con Juan Manuel "El Rifle" Varela.
En teatro actuó con figuras de la talla de Nito Artaza y actuó en las obras Mas que Diferente de Gerardo Sofovich Rialidad en el City con Jorge Rial, 2 Son Multitud con Pato Muzzio, El Consultorio de Javier Milei, El Consultorio de Javier Milei Recargado y El Consultorio de Javier Milei en el Teatro con el actual Presidente de la Nación Javier Milei. 
Entre sus imitaciones se encuentran las de Aldo Rico,Ginés González García, Alberto Fernández, Elisa Carrió, Luis D'Elía Luis Majul, Javier Milei, Julio Bárbaro, Marcelo Tinelli, Carlos Tévez, Gerardo Sofovich y Carlos Salvador Bilardo. 
Actualmente, trabaja en Esta Mañana por Radio Rivadavia con Ignacio Ortelli de 6 a 9 AM.

## Vida privada
Desde 1994 está casado con Florencia con quien tuvo tres hijos a los que llamo Sabrina, Matias y Camila. 

## Presencia en televisión, radio y teatro

### Televisión
| Año       | Programa              | Canal                  | Rol                                          | Conductor           |
| --------- | --------------------- | ---------------------- | -------------------------------------------- | ------------------- |
| 2019-2023 | Polémica en el Bar    |                        | Parodia a Ginés González García, entre otros | Mariano Iúdica      |
| 2018      | Intratables           | Parodia a Javier Milei | Santiago del Moro                            |                     |
| 2012      | Periodismo para Todos |                        | Parodia a Jorge Lanata                       | Jorge Lanata        |
| 2005-2009 | Gran Cuñado           | Parodia a Luis D'Elía  | Marcelo Tinelli                              |                     |
| 1999      | Desayuno              |                        | Humorista                                    | Victor Hugo Morales |

### Radio
| Año           | Programa                  | Emisora          | Rol       | Conductor                  |
| ------------- | ------------------------- | ---------------- | --------- | -------------------------- |
| 2025-presente | Esta Mañana               |                  | Humorista | Ignacio "Nacho" Ortelli    |
| 2024-2025     | Elijo Creer               |                  | Humorista | Juan Manuel "Rifle" Varela |
| 2021-2024     | Vilouta 910               |                  | Humorista | Paulo Vilouta              |
| 2020-2021     | Doman 910                 | Fabián Doman     | Humorista |                            |
| 2018-2020     | Feinmann 910              | Eduardo Feinmann | Humorista |                            |
| 2016-2018     | Majul 910                 | Luis Majul       | Humorista |                            |
| 2016          | Alguien Tiene que Decirlo |                  | Humorista | Eduardo Feinmann           |
| 2013-2016     | Ciudad Goti-K             |                  | Humorista | Jorge Rial                 |
| 2003-2013     | El Exprimidor             |                  | Humorista | Ari Paluch                 |

### Teatro
| Año  | Título                               | Lugar                    | Rol                    | Notas                                                                 |
| ---- | ------------------------------------ | ------------------------ | ---------------------- | --------------------------------------------------------------------- |
| 2021 | Expediente R                         | Complejo Multiescena CPM | Unipersonal            | Libro: Sergio Marcos Producción: Federico Gómez Bac                   |
| 2020 | Ricovid                              | Streaming                | Unipersonal            | Debido a la pandemia de COVID-19                                      |
| 2019 | El consultorio de Milei en el teatro | Teatro Roxy-Radio City   | Parodia a Javier Milei | Participación especial de Javier Milei                                |
| 2019 | El consultorio de Milei Recargado    | Teatro Regina            | Parodia a Javier Milei | Participación especial de Javier Milei                                |
| 2018 | El consultorio de Milei              | Teatro Picadilly         | Parodia a Javier Milei | Participación especial de Javier Milei                                |
| 2017 | 2 Son Multitud                       | Paseo La Plaza           | Humorista estelar      | Elenco: Pato Muzzio                                                   |
| 2017 | 2 Son Multitud                       | Teatro Helios            | Humorista estelar      | Elenco: Pato Muzzio                                                   |
| 2013 | Rialidad en la city                  | Teatro del Municipio     | Humorista              | Elenco: Jorge Rial y Valeria Archimó                                  |
| 2006 | Más que Diferente                    | Teatro Metropolitan      | Humorista              | Elenco: Florencia de la V Chiqui Abecasis Dirección: Gerardo Sofovich |
| 2005 | Ricoterapia                          | Teatro Coliseo           | Unipersonal            | Producción: Javier Faroni                                             |

## Nominaciones
- 2017: Premios Martín Fierro 2016 como Labor Humorística por Majul 910
- 2017: Premios Martín Fierro 2017 como Labor Humorística por Feinmann 910
- 2018: Premios Martín Fierro 2017 como Labor Humorística por Showmatch